# Polizeibrief
Der sogenannte Polizeibrief ist ein Schreiben der Militärgouverneure der westdeutschen Besatzungszonen an den Parlamentarischen Rat vom 14. April 1949. Es gilt als die Geburtsstunde des Trennungsgebotes zwischen Polizei und Nachrichtendiensten.

## Beschreibung
Der Polizeibrief betraf die Befugnisse einer einzurichtenden Polizei des Bundes, später Bundesgrenzschutz (BGS) und Bundeskriminalamt (BKA), die auf die Überwachung des Personen- und Güterverkehrs bei der Überschreitung der Bundesgrenzen, die Sammlung und Verbreitung von polizeilichen Auskünften und Statistiken sowie die Koordinierung bei der Untersuchung von Verletzungen der Bundesgesetze und die Erfüllung internationaler Verpflichtungen hinsichtlich der Rauschgiftkontrolle, des internationalen Reiseverkehrs und von Staatsverträgen über Verbrechensverfolgung beschränkt sein sollten.
Bundespolizeibehörden sollten zudem keine Weisungsbefugnis über Landespolizeibehörden haben.
Nachdem mit dem Kontrollratsgesetz Nr. 31 zunächst alle deutschen Polizeidienststellen und -agenturen aufgelöst worden waren, die mit der Überwachung und Kontrolle politischer Betätigung beauftragt waren, wurde im Polizeibrief auch die Einrichtung einer Stelle zur Sammlung und Verbreitung von Auskünften über umstürzlerische, gegen die Bundesregierung (federal government) gerichtete Tätigkeiten gestattet, des späteren Bundesamtes für Verfassungsschutz (BfV). Es sollte jedoch keine Polizeibefugnisse haben. Diese Bestimmung ist als Trennungsgebot von Polizei und Nachrichtendiensten bekannt.
In den 1980er Jahren wurde dieses Schreiben derart interpretiert, dass es sich bei diesem um einen das Verfassungsrecht überlagernden Rechtssatz handeln sollte. Unter dem Stichwort des Trennungsgebots wurde Theorien zur Zusammenarbeit der Polizei und der Verfassungsschutzbehörden formuliert. Tatsache ist jedoch, dass zum Zeitpunkt des Erlasses des Grundgesetzes die Rechtsqualität strittig gewesen ist. Spätestens jedoch nach der Zubilligung der inneren Souveränität der Bundesrepublik durch die Westalliierten nach dem Erlass der Notstandsverfassung am 30. Mai 1968 ist diese These jedoch nicht mehr plausibel und haltlos. Dies gilt umso mehr nach der Erlangung der vollen Souveränität mit der Deutschen Einheit am 3. Oktober 1990.
Der Polizeibrief mit seinen Festlegungen ist für den deutschen Gesetzgeber heutzutage vollkommen belanglos. Das Trennungsgebot ist damit freilich nicht entfallen. Nach einem obiter dictum des Bundesverfassungsgerichts lässt es sich aus der Verfassung ableiten. Der Gesetzgeber ist demnach weiterhin an das Trennungsprinzip gebunden.

## Abdruck
Das Schreiben der Militärgouverneure ist abgedruckt in:
- Bernadette Droste: Handbuch des Verfassungsschutzrechts. Boorberg, Stuttgart u. a. 2007, ISBN 978-3-415-03773-1, S. 660 f., Anhang 1.
- Ernst Rudolf Huber: Quellen zum Staatsrecht der Neuzeit, Bd. II: Deutsche Verfassungsdokumente der Gegenwart (1919–1951), Tübingen 1951, S. 216 (deutsche Fassung).
- Deutscher Bundestag und Bundesarchiv (Hrsg.): Der Parlamentarische Rat 1948–1949. Akten und Protokolle, Bd. 8: Die Beziehungen des Parlamentarischen Rates zu den Militärregierungen (bearbeitet von Michael F. Feldkamp), Boppard am Rhein 1995, S. 230 f. (deutsche Fassung) und S. 231 (englische Fassung).